# Audi Pikes Peak quattro
Audi Pikes Peak quattro – koncept pięciodrzwiowego SUV-a Audi. Został zaprezentowany w 2003 roku podczas targów motoryzacyjnych w Genewie. Oprócz Pikes Peak, swoją premierę miały również dwa inne koncepty: Nuvolari quattro oraz Le Mans quattro.
Auto było napędzane silnikiem V8 4.2 FSI z dwiema turbosprężarkami w układzie TwinTurbo co dawało 500 KM mocy oraz 630 N•m momentu obrotowego. Pikes Peak posiadał automatyczną, sześciobiegową skrzynię biegów, która przekazywała moc do stałego napędu na cztery koła quattro.
Nazwa pojazdu pochodzi od góry Pikes Peak w Górach Skalistych na której odbywają się wyścigi górskie (Pikes Peak International Hill Climb). W latach 80. auta Audi z napędem quattro odnosiły tam zwycięstwa.  
Na bazie Pikes Peak quattro zostało zbudowane Audi Q7, którego premiera miała miejsce w 2005 roku.

## Dane techniczne

### Silnik
- V8 4.2 l, 4 zawory na cylinder, DOHC, twin turbo
- Układ zasilania: wtrysk
- Moc maksymalna: 500 KM (368 kW)
- Maksymalny moment obrotowy: 630 N•m

### Osiągi
- Przyspieszenie 0-100 km/h: 4,7 s
- Prędkość maksymalna: 250 km/h